# ماك هولتن
ماك هولتن هو لاعب كرة قدم أسترالية وسياسي أسترالي، ولد في 29 مارس 1922 في كولفيلد ‏ في أستراليا، وتوفي في 12 أكتوبر 1996. نشط حزبياً في الحزب الوطني الأسترالي. وقد انتخب عضو مجلس النواب الأسترالي ‏ عن دائرة Division of Indi ‏ (22 نوفمبر 1958 – 10 ديسمبر 1977).

## وصلات خارجية
- ماك هولتن على موقع AustralianFootball.com (الإنجليزية)
- ماك هولتن على موقع AFLtables.com (الإنجليزية)